# Actocetor
Actocetor is een vliegengeslacht uit de familie van de oevervliegen (Ephydridae).

## Soorten
- A. indicus (Wiedemann, 1824)